# 髯毛箬竹
髯毛箬竹（学名：Indocalamus barbatus）为禾本科箬竹属下的一个种。

## 扩展阅读
- 維基物種上的相關：髯毛箬竹